# Karin Roth (Politikerin)

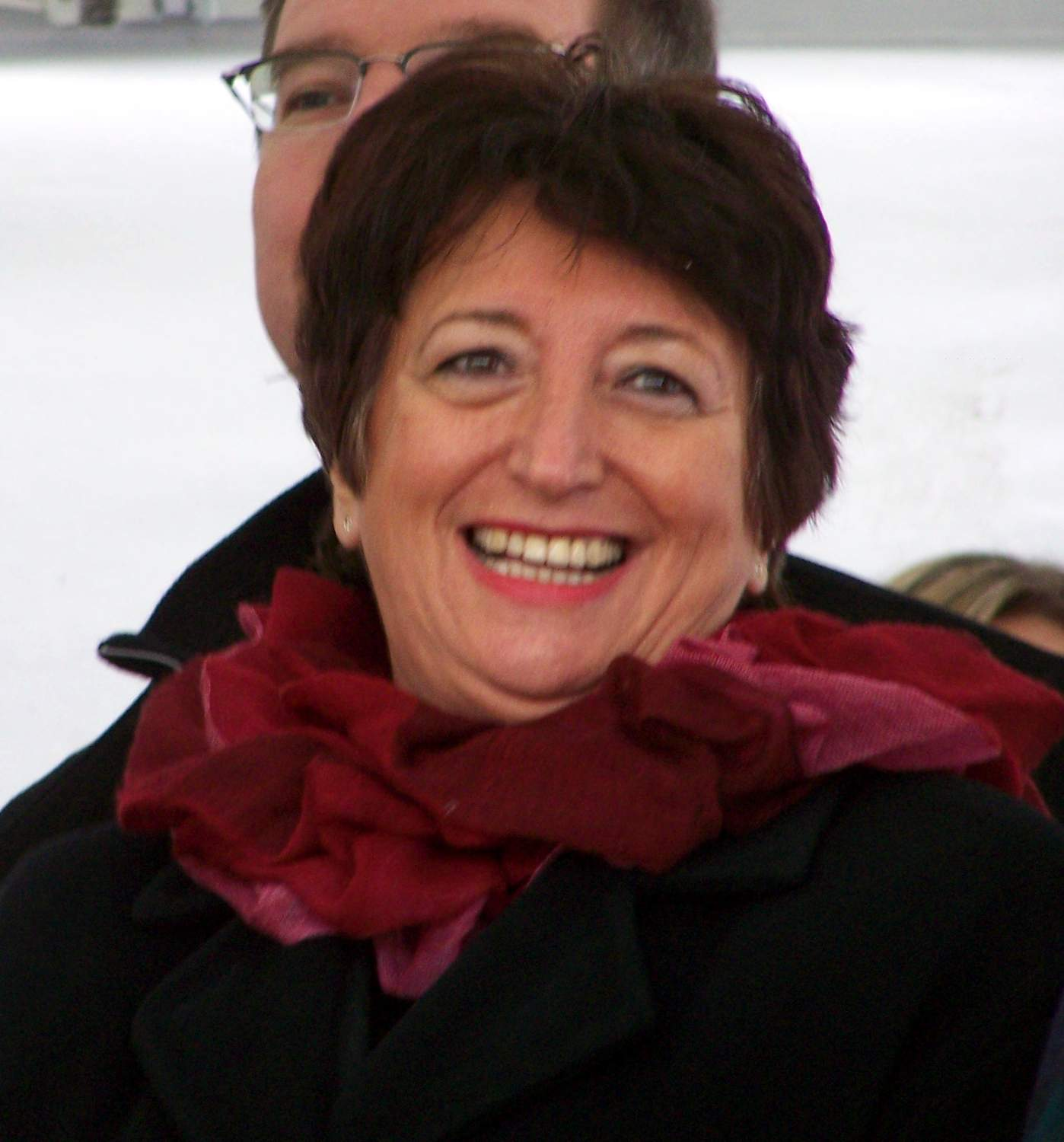
Karin Roth (2007)

Karin Roth geb. Steinhübel (* 6. Februar 1949 in Erkenbrechtsweiler) ist eine deutsche Politikerin (SPD). Sie war von 2002 bis 2013 Mitglied des Deutschen Bundestages. Von 2005 bis 2009 war sie Parlamentarische Staatssekretärin beim Bundesminister für Verkehr, Bau und Stadtentwicklung. Davor war sie von 1998 bis 2001 Senatorin für Arbeit, Gesundheit und Soziales der Freien und Hansestadt Hamburg.

## Leben und Beruf
Nach dem Besuch der Volksschule begann Karin Roth im Jahr 1963 eine Ausbildung bei der Deutschen Bundespost, wo sie bis 1971 als Verwaltungsangestellte tätig war. Im Jahr 1972 erwarb sie auf dem Zweiten Bildungsweg an der Akademie der Arbeit in Frankfurt am Main die Fachhochschulreife. Anschließend begann sie an der Fachhochschule in Frankfurt/Main ein Studium der Sozialarbeit, welches sie 1978 als graduierte Sozialarbeiterin beendete.
Daneben war sie in den Jahren 1973 bis 1979 zunächst als Assistentin beim Hauptvorstand der Deutschen Postgewerkschaft und später als Abteilungsleiterin für Jugend und Frauenpolitik beim Deutschen Gewerkschaftsbund Rheinland-Pfalz in Mainz tätig.
Von 1979 bis 1993 war sie Referentin beim Vorstand der IG Metall in Frankfurt/Main. Dort war sie zunächst in der Abteilung Frauen beschäftigt und wechselte im Jahr 1984 in die Abteilung Grundsatzfragen, wo sie für Energie- und Umweltpolitik zuständig war.
Von 1993 bis 1994 war sie zunächst stellvertretende Vorsitzende und ab Februar 1994 schließlich Vorsitzende des DGB-Landesbezirks Nordmark.
Karin Roth ist seit 1972 Mitglied der SPD.

## Abgeordnete
Von 2002 bis 2013 war Roth Mitglied des Deutschen Bundestages. Sie zog stets über die Liste des Landes Baden-Württemberg in den Bundestag ein. Bei der Bundestagswahl 2009 unterlag Karin Roth im Wahlkreis Esslingen mit 28,6 % der Erststimmen gegen den CDU-Kandidaten Markus Grübel. Von 2002 bis 2005 war Roth Mitglied im Ausschuss für Wirtschaft und Arbeit und in den Jahren 2009 bis 2013 Mitglied im Ausschuss für wirtschaftliche Zusammenarbeit und Entwicklung sowie SPD-Obfrau im Unterausschuss Gesundheit in Entwicklungsländern.

## Öffentliche Ämter
Am 1. April 1998 wurde Karin Roth als Senatorin für Arbeit, Gesundheit und Soziales in den von Ortwin Runde geführten Senat der Freien und Hansestadt Hamburg berufen (Senat Runde), nachdem ihre Amtsvorgängerin Helgrit Fischer-Menzel wegen des Vorwurfs der Begünstigung zurückgetreten war.
Anfang September 1998 vereinbarten Roth und der Präsident des Landesarbeitsamts Nord Rahmenbedingungen, um die Arbeitsvermittlung von Sozialhilfeempfängern künftig von den Arbeits- und den Sozialämtern gemeinsam vornehmen zu lassen.
Für ihre Entscheidung, geplante Sozialprojekte durch Ausschreibungen zu vergeben, wurde sie von den Verbänden der Freien Wohlfahrtspflege im Herbst 1999 massiv kritisiert.
Nachdem die Rot-Grüne Koalition bei der Bürgerschaftswahl 2001 ihre Mehrheit verloren hatte, schied Karin Roth am 31. Oktober 2001 aus dem Amt.
Am 23. November 2005 wurde Karin Roth als Parlamentarische Staatssekretärin beim Bundesminister für Verkehr, Bau und Stadtentwicklung in die von Bundeskanzlerin Angela Merkel geleitete Bundesregierung (Kabinett Merkel I) berufen. Diese Funktion hatte sie bis zum Ende der Großen Koalition aus CDU/CSU und SPD am 26. Oktober 2009 inne. Sie war zuständig für die Bereiche Bauen, energetische Gebäudesanierung, für Wohnungspolitik sowie für Binnen- und Seeschifffahrt.

## Mitgliedschaften
Sie ist Mitglied im Kuratorium des Kinderhilfswerk Plan International Deutschland und im Verwaltungsrat der Hilfsorganisation CARE Deutschland.